# 弗因島

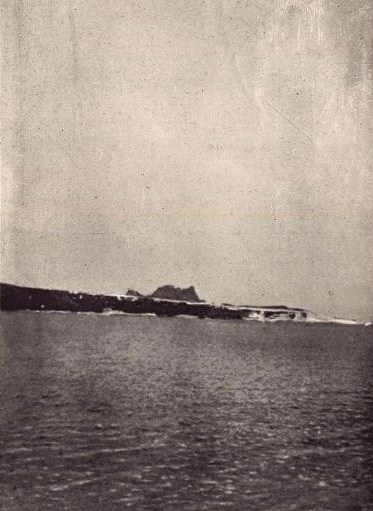

弗因島（英語：Foyn Island），是南極洲的島嶼，位於維多利亞地的博克格雷溫克海岸，屬於珀澤申群島的一部分，是阿德利企鵝的繁殖地，現時由南極條約體系管理。